# 南河內町
南河內町（日语：／ Minamikawachi machi */?）是日本栃木縣河內郡內一個已撤銷的町，面積達31.35平方公里，據2005年12月31日的統計，登記於住民基本台帳的人口為21,196人，1955年4月29日由同郡吉田村和藥師寺村合併為南河內村，其後在1971年4月1日實施町制後改稱南河內町:667、705，2006年1月10日與同郡石橋町、下都賀郡國分寺町合併成下野市，現在分別是下野市藥師寺、成田、町田、谷地賀、下文狹、田中、仁良川、本吉田、別當河原、下吉田、磯部、中川島、上川島、上吉田、三王山、絹板、花田、下坪山、上坪山、東根、祇園和綠。

## 位置與區劃

### 位置與面積

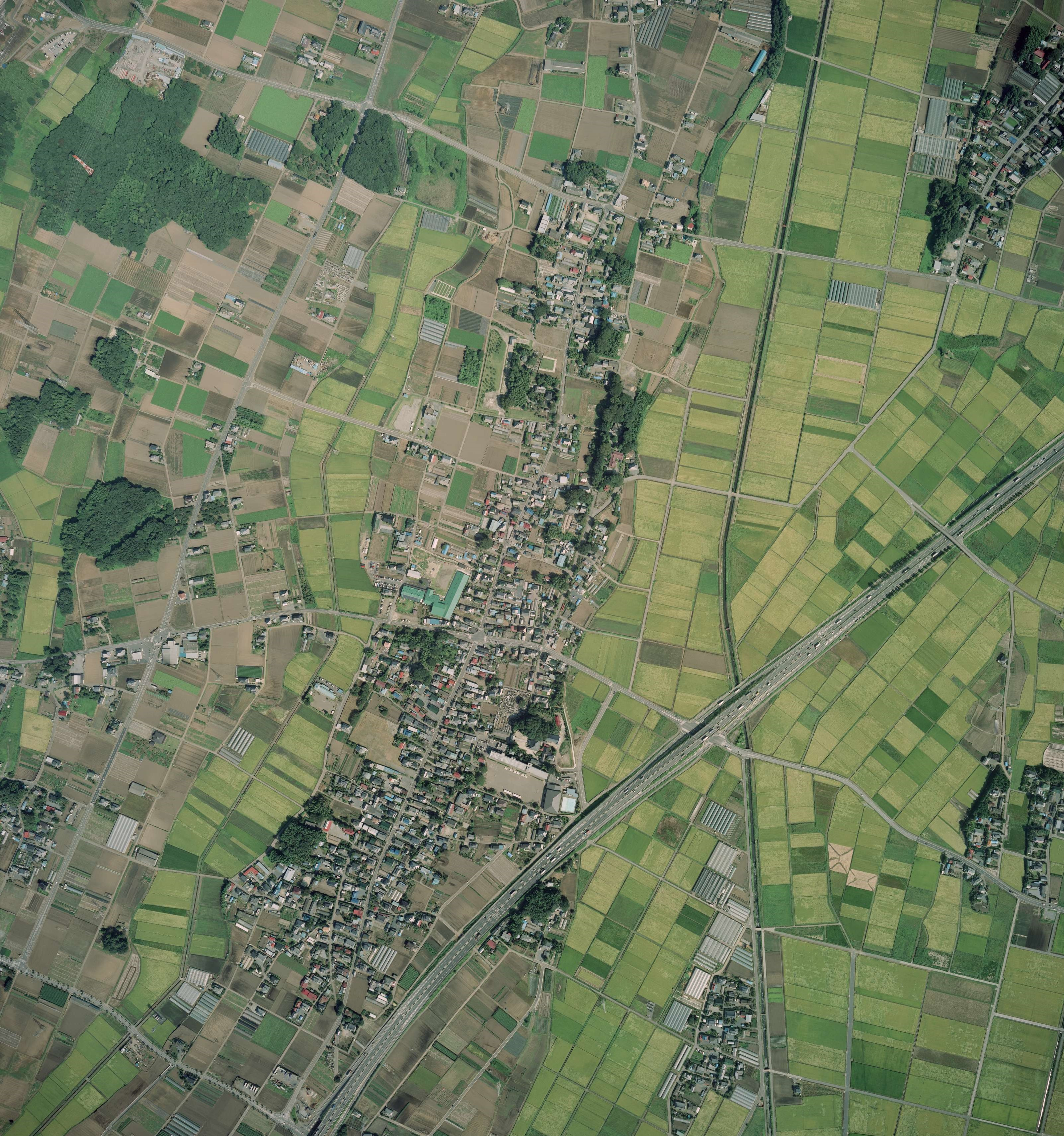
2008年時藥師寺的航拍照片

南河內町位於北關東的中央部分，關東平原的北部，栃木縣的東南部或南部，河內郡的南部:3，下野市的東南部，東面是芳賀郡二宮町（現真岡市），南面是小山市，西面是下都賀郡國分寺町（現下野市），北面是同郡上三川町:3，町的中部為田川的流域，東部則是鬼怒川，以這些河流的沿岸為中心，分佈了大量的水田，西部則是關東壤土層，種有菠菜等的農作物，整體面積達31.35平方公里，東西長約6.5公里，南北則是7.7公里左右，為當時栃木縣市町村面積中倒數第五，根據1991年的統計，水田佔地11.25平方公里，旱田為7.71平方公里，住宅區佔3.24平方公里，森林郊野是2.88平方公里，其他則是6.45平方公里，與栃木縣內的市町村相比，田地的比重較大，森林郊野的比重較小，最高點是64.2米，最低點則是42米:4-5。

### 組成區劃
南河內町按舊市町村可以分為吉田地區和藥師寺地區，其中吉田地區涵蓋本吉田、下吉田、別當河原、磯部、中川島、上川島、三王山、上坪山、下坪山、絹板、東根、花田和上吉田，總共13個大字，藥師寺地區則是藥師寺、町田、下文狹、谷地賀、仁良川、成田和田中，總共7個大字，町內東南西北四端的大字分別是三王山、絹板，藥師寺和成田:3-5。三王山以東是芳賀郡上谷貝（現真岡市上谷貝），以西是谷地賀，谷地賀以西是田中和下文狹，下文狹西南面是仁良川，仁良川以北為田中，田中以北為町田，町田以北是成田，成田西南面是藥師寺，藥師寺以東是町田和田中，以西和以南是下都賀郡和仁良川，以北是多功（現上三川町多功）。三王山的東南面則是上川島，上川島以南是中川島，以東是上吉田，上吉田以東是芳賀郡砂原（現真岡市砂原），西南面是本吉田，本吉田以南是下吉田，下吉田以東是大道泉（現真岡市大道泉），下吉田以北是別當河原，別當河原以東是本吉田，以西是磯部，磯部以西是東根，東根以南是下坪山，下坪山以北是仁良川，以東是上坪山，以南是花田，花田以東是絹板，絹板以南是延島（現小山市延島）。自治醫科大學在1972年於藥師寺以西的祇園原台地創校:731，其附近即是祇園和綠。

## 地理

### 地質與地形
除了位於地底深處的新生代地層外，南河內町的台地和低地地層分別是洪積層和沖積層，台地表面則是關東壤土層。町內的台地分為祇園原台地、藥師寺台地和三王山台地，厚約4米，其中位於祇園原台地的祇園小學校，其地層是厚約0.8米的茶褐色壤土，其下方是厚約2.1米，黃褐色的鹿沼浮岩層，再下方則是厚0.8米的黏土質壤土層，而位於藥師寺台地的南河內中學校有厚約4.3米的火山灰層，地面下1.4米處是暗褐色的壤土層，其下方是厚約1.2米的黃褐色鹿沼浮岩層，再下方則是1.7米厚的暗褐色黏土質壤土層，最後位於三王山台地的三王山配水場同樣是暗褐色壤土層、鹿沼浮岩層和赭色壤土層，總計厚度達4.4米，各台地的關東壤土層之下則是砂礫層。此外，鬼怒川、田川沿岸以及西部台地的峽谷則屬於低地。地形方面，藥師寺台地和祇園原台地位於南河內町的西部，分別在西谷田用水的東西兩邊，三王山台地則位於田川以東。台地雖然大致平坦，不過受到侵蝕作用影響，部分地方形成侵蝕谷和地塹，全體大致平緩地向南傾斜，低地則分別是面積較寬的田川低地以及相對地較狹窄的鬼怒川低地，兩者相隔三王山台地，直至在南部才融為一體，田川低地在成田附近高56米，在南部的上坪山則是45米，鬼怒川低地在北部是53米，在南部的下吉田則是45米:12-29。

### 氣候
南河內町屬於太平洋側氣候，特徵大致是夏天炎熱，冬天乾燥，並且受到強烈的吹襲，不過根據吉野正敏的細分，南河內町屬於冬季季候風較弱的地區，天明時的溫度也較低，為溫差較大的內陸性氣候。全年平均溫度約13.2度，平均最高溫度是18.5度，平均最低溫度則是8.5度。另外，南河內町的年間降雨量是1,300毫米左右，為栃木縣內最少:35-37。

## 歷史

### 古代中世
南河內町的歷史可以追溯至舊石器時代，在藥師寺分別有三之谷東遺跡、谷館野北遺跡和藥師寺南遺跡等等，出土了尖頭器等石器:96-97，繩文時代的中後期遺跡則有絹板大六天遺跡等等，彌生時代的遺跡有谷館野東遺跡等等，古墳方面則有北原古墳群、朝日觀音古墳群、仁良川古墳群和上野原古墳群等等。按《大日本地名辭書》記載，《和名類聚抄》中記載的河內郡酒部鄉相當於南河內町東部至上三川町坂上一帶的範圍。7世紀末，下毛野古麻呂創建下野藥師寺。中世時，以藥師寺城為根據地的藥師寺氏是小山氏的同族，也是鎌倉幕府御家人，藥師寺氏在南北朝時代時則效力於北朝，觀應之亂時則支持足利尊氏，後來又成為結城氏的被官。上杉禪秀之亂爆發時，藥師寺氏作為奉公眾，屬於鎌倉公方足利持氏一方。永享之亂後，藥師寺氏族人分為兩派，部分繼續效力結城氏，部分則靠攏室町幕府，最終在結城合戰時自相殘殺。進入戰國時代後，南河內地區屬於結城氏的領地，當時區內的土豪有館野氏、野口氏、秋山氏、岩上氏、大嶋氏、海老原氏、坪山氏、藤沼氏、稻見氏、神戶氏和田嶋氏等等。元龜元年（1507年）8月，結城氏和後北條氏在藥師寺一帶爆發衝突，並且最終將其擊退:287、296、359-361、371-373、415、423、430、437、448-473、477-478。

### 近世
慶長6年（1601年），結城秀康轉封至越前北之藩後，南河內地區基本上由德川氏的代官頭伊奈忠次接管，其後在慶長10年（1605年），南河內西部的藥師寺、町田、田中、磯部、仁良川、東根、絹板和花田劃入秋田藩:11。其中，藥師寺在改革組合村時是天領與旗本白須氏的相給。此外，在其他地區方面，首先成田最初是天領，慶長6年（1601年）時歸入宇都宮藩，《元祿鄉帳》記載為旗本依田氏的領地，改革組合村時是旗本石谷氏的領地。其次，下文狹在寬文4年（1664年）時是宇都宮藩領地，《元祿鄉帳》記載為旗本島田氏和谷氏的相給，改革組合村時是天領與島田氏的相給。其三，谷地賀最初是宇都宮藩的領地，《元祿鄉帳》記載為旗本依田氏的領地，改革組合村時則是旗本石谷氏的領地。其四，三王山最初是烏山藩的領地，寬永10年（1633年）時是旗本加賀美氏和三宅氏的相給，改革組合村時則是天領、旗本加賀美氏和三宅氏的相給。其五，上川島、中川島和別當河原是旗本中西氏的領地。其六，上吉田最初是天領，《元祿鄉帳》記載為天領與旗本島田氏的相給，寬政12年（1800年）是旗本島田氏和山本氏的相給，改革組合村時是旗本島田氏和山下氏的相給，本吉田是旗本松前氏的領地，另有部分為寺社領，下吉田最初是天領，在寬文4年（1664年）與上吉田、本吉田作為都賀郡的一部分，一度歸作為久世廣之的領地，《元祿鄉帳》記載為宇都宮藩的領地，改革組合村時則是天領。其七，按《慶安鄉帳》記載，下坪山是天領、旗本久留氏、水上氏和山田氏的相給，《元祿鄉帳》記載為天領與旗本松前氏的相給，改革組合村時是天領、旗本小宮山氏、木村氏、中條氏、山下氏和松前氏的相給、《舊高舊領取調帳》時是天領、秋田藩、旗本小宮山氏、木村氏、中條氏、山下氏、松前氏、北條氏、松浦氏和橫田氏的相給，另外按《慶安鄉帳》記載，下坪山最初是旗本坂部氏和松前氏的相給，不過根據《日本歷史地名大系》的說法，從村高與領主的變遷來推測，下坪山與上坪山於《慶安鄉帳》的記述可能倒轉才對，下坪山在《元祿鄉帳》記載為宇都宮藩、旗本久留氏和水上氏的相給，寬政2年（1790年）之後是旗本久留氏和橫田氏的相給。最後，藥師寺、田中、仁良川、磯部、東根、三王山、中川島、上吉田、別當河原、下坪山和上坪山是小金井宿的助鄉，絹板是新田宿的助鄉，町田同時是小金井宿和新田宿的助鄉，成田和下文狹則是石橋宿的助鄉。

### 近現代
明治元年6月4日（1868年7月23日），真岡縣成立，由鍋島幹擔任知縣事，明治2年2月15日（1869年3月27日）改稱日光縣，天領、旗本領和寺社領均劃入其管轄，秋田藩領則改組為秋田縣直至廢藩置縣為止。明治4年11月14日（1871年12月25），南河內地區劃入至宇都宮縣。翌年3月7日（1872年4月14日），宇都宮縣引入大區小區制，南河內地區劃分至第一大區，並且以田川為界，以西的成田、町田、田中、下文狹和藥師寺為九小區，以東的東根、上坪山、下坪山、花田、絹板、下吉田、本吉田、別當河原、磯部、中川島、上川島、三王山、谷地賀、仁良川和上吉田則是十小區。1873年6月15日，宇都宮縣併入至栃木縣，同年7月18日南河內地區改劃為第六大區一小區，1876年4月又改至第二大區一小區。1878年7月22日，《郡區町村編制法》開始實施，戶長役場成立，1883年2月26日合併為四個聯合役場，分別是三王山、本吉田、仁良川和藥師寺，其中三王山同時涵蓋五分一、三村、板上和三本木（現上三川町五分一、三村、坂上和三本木），本吉田是上川島、中川島、上吉田、磯部、別當河原和下吉田，便良川是東根、上坪山、下坪山、花田和絹板，藥師寺則是成田、町田、谷地賀、田中和下文狹，其後在1885年2月合併為兩個聯合役場，除了仁良川劃入藥師寺聯合役場外，原仁良川聯合役場以及三王山聯合役場均併入至本吉田聯合役場。1889年4月1日，吉田村和藥師寺村基於《町村制》而成立。1954年1月4日，上三川町提出與吉田村、藥師寺村、明治村和本鄉村的合併方案，對此吉田村則計劃與絹村（現小山市）合併，藥師寺村則希望與吉田村、國分寺村（現下野市）合併，雖然一度成立合併促進協議會，不過最終無法達成共識。1955年3月21日，吉田村和藥師寺村成立合併促進協議會，同年4月29日合併成南河內村。1971年4月1日，雖然當時南河內村的人口並不符合《町制》的要求，不過由於位處於國道4號沿線以及是當時栃木縣內唯一獲指定為「小山和栃木都市計劃區域」的村，最終南河內村成功改組成南河內町:13-16、19、32-34、39、52-54、83、661-667、671、704-705。2006年1月10日，南河內町與同郡石橋町、下都賀郡國分寺町合併成下野市。

## 政治

### 國政選舉
在日本眾議院選舉中，南河內地區在小選舉區制和比例代表制中分別作為下野市和栃木縣的一部分隸屬於栃木縣第1區以及北關東比例代表區，栃木1區除了民主黨在第42屆日本眾議院議員總選舉和第45屆日本眾議院議員總選舉時分別由水島廣子和石森久嗣當選外，其餘歷屆均由自由民主黨黨員船田元擔任議員。在第44屆日本眾議院議員總選舉中，南河內町的投票率達68.63%，在栃木縣市町村中排第13位，略高於栃木縣平均投票率的65.58%，在小選舉區投票內有效的10,710票中，取得最多票數的是5,716票的船田元，其次是水島廣子（4,578票）和日本共產黨黨員野村節子（416票），比例代表區的投票率則是68.59%，同樣排第13位，略高於栃木縣平均投票率的65.55%，而在比例代表區投票內有效的10,635票中，取得最多票數的是自民黨（4,817票），其次是民主黨（3,617票）、公明黨（842票）、新黨日本（510票）、社會民主黨（430票）和日本共產黨（419票）。在日本參議院選舉中，南河內地區屬於栃木縣選舉區，而在第20屆日本參議院議員通常選舉中投票率則達52.64%，在栃木縣市町村中排第26位，略高於栃木縣平均投票率的50.99%，在選舉區投票內有效的8,115票中，取得最多票數的是民主黨參選人簗瀨進（4,331票），其次是自民黨參選人矢野哲朗（3,106票）和日本共產黨參選人野村節子（678票），而在參議院比例區投票的率則是52.61%，在栃木縣市町村中排第26位，略高於栃木縣平均投票率的50.98%
，有效票數是8,091票，其中取得最多票數的是民主黨（3,504票），其次是自民黨（2,747票），其餘政黨均不足四位數。

### 地方選舉
在第16屆栃木縣知事選舉中，南河內町的投票率47%，在栃木縣市町村中排第33位，略低於栃木縣平均投票率的47.65%，有效票數是7,303票，其中取得最多票數的是無黨派參選人福田富一（4,291票），其次是同為無黨派的福田昭夫（2,706票）和日本共產黨參選人塚原勝（305票）。在2003年4月15日舉行的栃木縣議會選舉中，南河內町與上三川町同屬河內郡南部選舉區，投票率是41.84%，低於栃木縣平均投票率的55.7%，有效票數是6,262票，其中無黨派的吉村沼夫取得3,548票，其次是自由民主黨黨員木村薰（2,714票）。町議會方面，原本規定為26個席位，後來減至18席，其中一名為日本共產黨黨員，其餘均是無黨派，末任町長是宇賀持正紀，他在2003年5月時表示希望南河內町、石橋町和國分寺町能夠合併，在這之前雖然有再加上上三川町和壬生町的合併提議，但是最終無法取得共識。與此同時，JA宇都宮和町議會等多個團體則表示希望與宇都宮市合併，期間南河內町又拒絕小山市的合併協議提案。2003年10月26日，住民投票條例雖然一度在9月時遭到否決，不過在修正後以三町的新設合併或吸收合併至宇都宮市為選項進行投票，最終支持三町新設合併的過半數。2003年12月，南河內町、石橋町和國分寺町合併協議會成立，最初下野市議會的議席是24席，2021年時減至18席。

## 人口
| 統計年度                         | 吉田村 | 藥師寺村 | 總計   | 參考資料 |
| -------------------------------- | ------ | -------- | ------ | -------- |
| 1920年                           | 3,997  | 4,384    | 8,381  | [ 35 ]   |
| 1925年                           | 4,057  | 4,452    | 8,509  | [ 36 ]   |
| 1930年                           | 4,186  | 4,655    | 8,841  | [ 37 ]   |
| 1935年                           | 4,248  | 4,737    | 8,985  | [ 38 ]   |
| 1940年                           | 4,279  | 4,818    | 9,097  | [ 39 ]   |
| 1947年                           | 5,226  | 6,211    | 11,437 | [ 40 ]   |
| 1950年                           | 5,189  | 6,218    | 11,407 | [ 41 ]   |
| 南河內村成立後國勢調查的人口數據 |        |          |        |          |
| 統計年度                         | 總計   | 總計     | 總計   | 參考資料 |
| 1955年                           | 11,070 | 11,070   | 11,070 | [ 42 ]   |
| 1960年                           | 10,326 | 10,326   | 10,326 | [ 43 ]   |
| 1965年                           | 9,674  | 9,674    | 9,674  | [ 44 ]   |
| 1970年                           | 9,350  | 9,350    | 9,350  | [ 45 ]   |
| 南河內町成立後國勢調查的人口數據 |        |          |        |          |
| 1975年                           | 10,515 | 10,515   | 10,515 | [ 46 ]   |
| 1980年                           | 11,497 | 11,497   | 11,497 | [ 47 ]   |
| 1985年                           | 11,749 | 11,749   | 11,749 | [ 48 ]   |
| 1990年                           | 13,224 | 13,224   | 13,224 | [ 49 ]   |

| 1995年                                   | 4,227 | 4,508 | 4,523 | 183 | 272 | 406 | 140 | 224 | 1,678 | 683 | 449 | 747 | 228 | 200 | 413 | 178 | 186 | 599 | 19,844 | [ 50 ] |
| 2000年                                   | 4,097 | 5,345 | 5,423 | 173 | 256 | 417 | 129 | 221 | 1,639 | 642 | 447 | 727 | 208 | 185 | 369 | 186 | 180 | 591 | 21,235 | [ 51 ] |
| 2005年                                   | 3,962 | 5,455 | 5,336 | 162 | 248 | 414 | 118 | 190 | 1,623 | 601 | 434 | 706 | 204 | 186 | 341 | 166 | 170 | 557 | 20,873 | [ 52 ] |
| 下野市成立後南河內地區的國勢調查人口數據 |       |       |       |     |     |     |     |     |       |     |     |     |     |     |     |     |     |     |        |        |
| 2010年                                   | 3,933 | 5,149 | 5,022 | 171 | 240 | 361 | 109 | 198 | 1,932 | 566 | 421 | 712 | 185 | 178 | 326 | 150 | 165 | 536 | 20,354 | [ 53 ] |
| 2015年                                   | 3,851 | 4,753 | 4,771 | 159 | 216 | 338 | 89  | 201 | 2,310 | 529 | 416 | 681 | 171 | 178 | 315 | 141 | 156 | 489 | 19,764 | [ 54 ] |

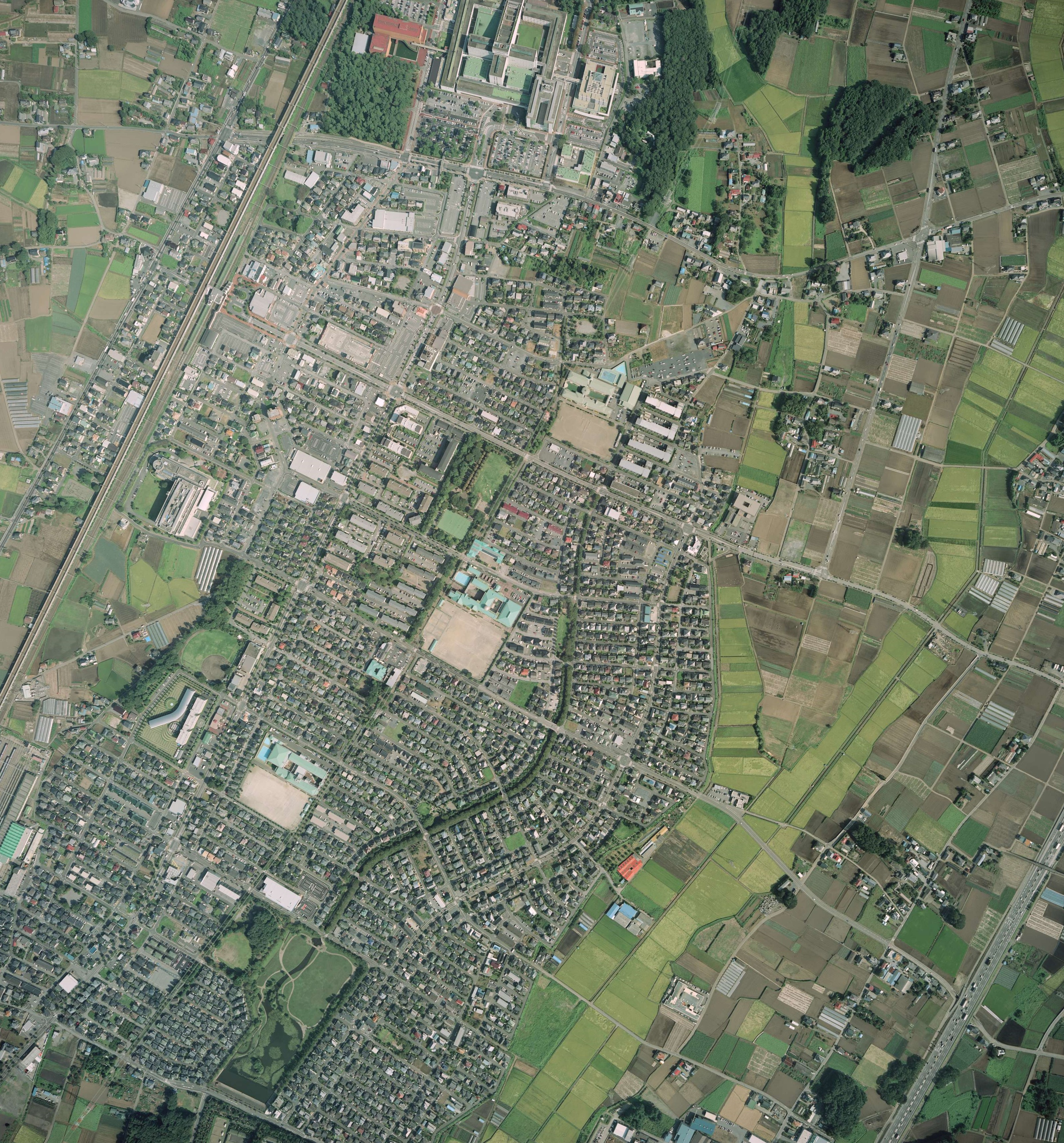
2008年時祇園的航拍照片

南河內町的前身吉田村和藥師寺村在1889年時的人口分別是3,361人和3,281人，1891年時則是3,514人和3,431人，按大字劃分則是本吉田640人、三王山515人、上吉田249人、下吉田23人、磯部547人、絹板231人、別當河原67人、東根136人、下坪山391人、上坪山350人、花田58人、中川島151人、上川島54人、藥師寺1,297人、仁良川829人、下文狹123人、田中233人、谷地賀302人、町田362和成田275人:84-85。按2005年10月1日的統計，南河內町的人口是21,193人，按大字劃分為藥師寺3,795人、成田177人、町田258人、谷地賀410人、下文狹117人、田中295人、仁良川1,630人、本吉田539人、別當河原77人、下吉田14人、絹板332人、花田122人、下坪山732人、上坪山210人、東根197人、磯部361人、中川島145人、上川島19人、上吉田180人、三王山610人、祇園5,510人和綠5,463人。按2021年4月30日的統計，南河內地區的人口是19,826人，按大字劃分為藥師寺3,503人、成田159人、町田216人、谷地賀303人、下文狹84人、田中479人、仁良川3,050人、本吉田430人、別當河原68人、下吉田12人、絹板271人、花田124人、下坪山656人、上坪山166人、東根177人、磯部302人、中川島113人、上川島19人、上吉田142人、三王山478人、祇園4,492人和綠4,682人。

## 經濟與交通

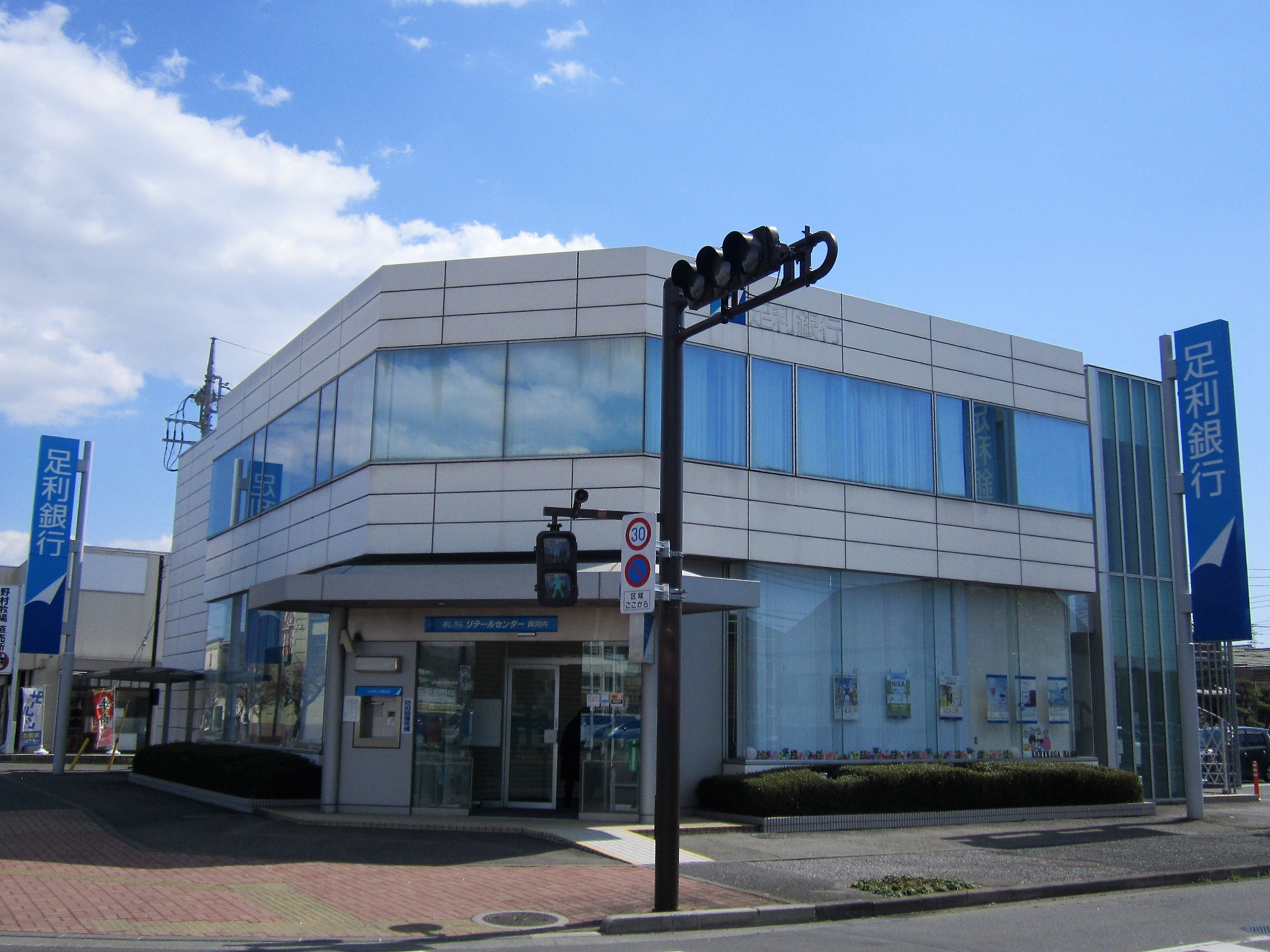
足利銀行位於祇園的分店

南河內町主要的產業是農業和畜牧，以生產稻米和干瓢為主，南部鬼怒川沿岸的農家則以結城紬為副業，1971年和1973年先後獲指定為農業振興地域和第二次農業構造改善事業地域，其後在1982年和1983年又先後獲指定為農村綜合整備計劃地區和農村綜合整備模範事業計劃地區，1970年作為第一產業的農業的生產總值達57.6%，總共約15億，就業人數是3,275人，達南河內町就業人口的64.7%，不過隨著自治醫科大學周邊地區的開發以及國道4號的開通等等，雖然上昇至33.1%的約55億，不過就業人數已經減至2,253人，生產總值也被53.6%達90億左右的第三產業超越:717-718。據2000年10月1日的統計，第一產業的就業人口已經跌至1,218人，僅佔全體就業人口的11.7%，與此同時第三產業則升至6,231人，佔全體就業人口的六成。金融機構方面，JA宇都宮在田中設有分店，日本郵便在祇園、仁良川、本吉田分別設有一家郵局，在藥師寺則設有兩家郵局，足利銀行也在祇園和藥師寺設有分店，栃木銀行則同樣在祇園設有分店。交通方面，南河內地區有國道4號、新4號國道、栃木縣道和茨城縣道35號宇都宮結城線、栃木縣道44號栃木二宮線、栃木縣道336號自治醫大停車場線和栃木縣道339號小山下野線等公路。公共交通方面，南河內地區鄰接JR東日本宇都宮線自治醫大站，也有關東自動車經營的巴士路線以及需求反應運輸出門號，穿梭巴士睦鄰號則已經在2012年3月停辦。

## 宗教與教育

### 宗教

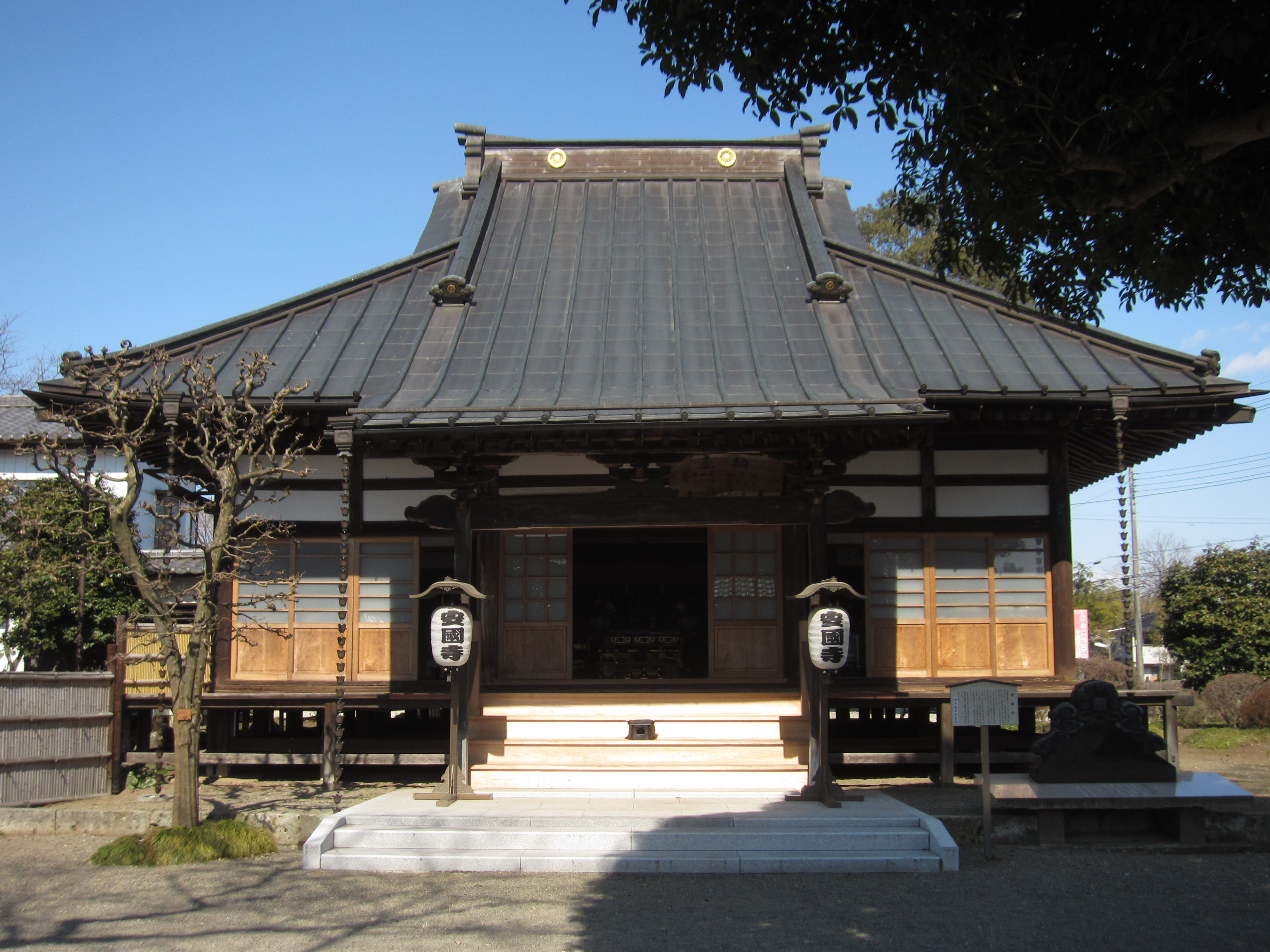
安國寺

南河內地區分別有一座鄉社和18座村社，其中鄉社是位於本吉田的八幡宮，村社分別是位於上吉田的天滿宮、上川島的星宮神社、磯部的磯部神社、花田的八幡宮、三王山的愛宕神社、絹板的八幡神社、下吉田的稻荷神社、中川島的星宮神社、上坪山的日光三神社、下坪山的星宮神社、東根的鷲宮神社、藥師寺的藥師寺八幡宮、成田、谷地賀、町田的星宮神社、田中的八龍神社、下文狹的春日神社和仁良川的愛宕神社。其中，花田的八幡宮在1904年合祀至磯部神社，各神社同時也是該地區的鎮守。佛寺方面，分別有位於藥師寺的真言宗智山派安國寺、龍興寺、位於仁良川的滿福寺、上坪山的東福寺、位於本吉田的真言宗靈雲寺派黃梅寺以及位於成田的日蓮宗妙光寺等等。

### 教育

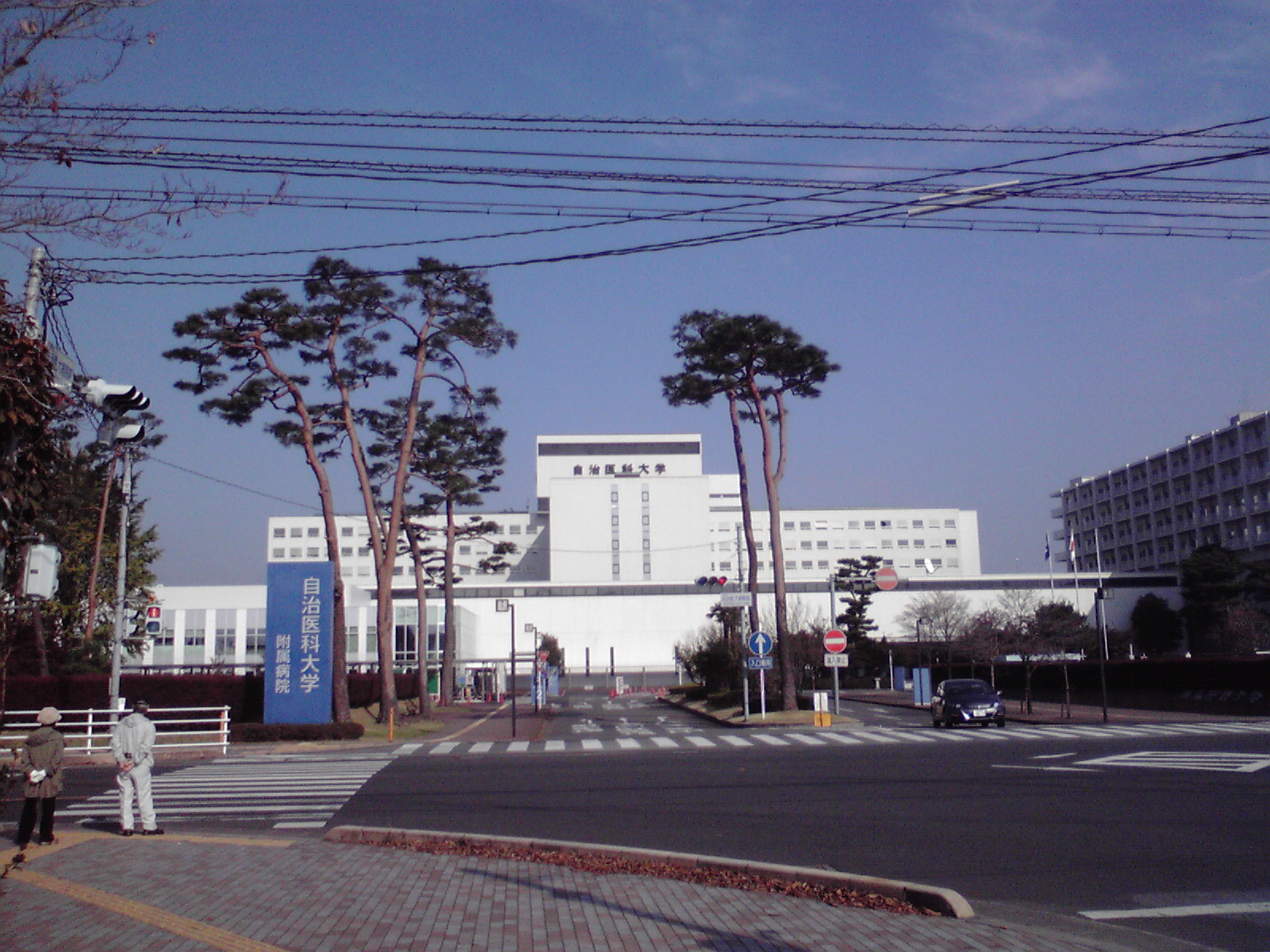
自治醫科大學

在學前教育方面，南河內地區分別有位於藥師寺的私立青葉保育園、若草保育園、藥師寺保育園、藥師寺幼稚園、位於祇園的第二藥師寺幼稚園以及位於本吉田的公立吉田保育園。在初等教育方面，分別有位於藥師寺的藥師寺小學校、中川島的吉田東小學校、下坪山的吉田西小學校、祇園的祇園小學校和綠的綠小學校，中等教育方面分別有位於藥師寺的南河內中學校以及祇園的南河內第二中學校，而在高等教育方面，在藥師寺設有自治醫科大學以及已廢校的自治醫科大學護理短期大學（現自治醫科大學護理學部）